# Видартово-Друге
Видартово-Друге (пол. Wydartowo Drugie, нім. Harte) — село в Польщі, у гміні Бояново Равицького повіту Великопольського воєводства.
Населення — 62 особи (2011).
У 1975-1998 роках село належало до Лешненського воєводства.

## Демографія
Демографічна структура станом на 31 березня 2011 року:
|          | Загалом | Допрацездатний вік | Працездатний вік | Постпрацездатний вік |
| -------- | ------- | ------------------ | ---------------- | -------------------- |
| Чоловіки | 31      | 9                  | 20               | 2                    |
| Жінки    | 31      | 6                  | 20               | 5                    |
| Разом    | 62      | 15                 | 40               | 7                    |